# Parupeneus pleurostigma
Parupeneus pleurostigma (Bennett, 1831) è un pesce appartenente alla famiglia Mullidae proveniente dall'Indo-Pacifico.

## Distribuzione e habitat
È diffuso nelle barriere coralline di Sporadi equatoriali, Tuamotu, Ryūkyū, Hawaii, Isola di Lord Howe, Isole Marchesi, Mozambico, Somalia, Seychelles, Chagos, Sudafrica e Riunione. Nuota fino a 75 m di profondità in zone ricche di vegetazione acquatica e coralli, anche con fondali rocciosi.

## Descrizione
Raggiunge i 30 cm per i 906,00 g, anche se di solito non supera i 20. La colorazione è solitamente di un rosso pallido con una macchia nera rotonda abbastanza ampia al centro del corpo. La pinna caudale è biforcuta e come le altre pinne tende al giallastro. I barbigli sono rosati.

## Biologia

### Comportamento
È solitario.

### Alimentazione
Si nutre di piccoli invertebrati marini come crostacei (Galatheidae), stomatopodi e gamberi, echinodermi come stelle di mare e vermi policheti.